# Peter Reid
Peter Reid, född 20 juni 1956, är en engelsk fotbollstränare och före detta spelare.
Reid skrev på sitt första proffskontrakt med Bolton Wanderers 1974. Med Bolton var han med om att vinna division två 1978. I december 1982 värvades han av Everton för 60 000 pund. Den relativt låga övergångssumman kan förklaras av att Reid hade varit skadedrabbad.
Med Everton var han med om att vinna FA-cupen 1984, ligamästerskapet 1985 och 1987 samt Cupvinnarcupen 1985. Laget hade chans att vinna en trippel 1985, men föll i FA-cupfinalen mot Manchester United. I denna match åkte Reid på en våldsam tackling av Manchester Uniteds försvarare Kevin Moran, som blev den förste spelare att bli utvisad i en FA-cupfinal. Samma säsong blev Reid utsedd till Årets spelare i England och i juni fick han göra landslagsdebut för England i en match mot Mexiko. Han kom med i VM-truppen året efter och spelade tre matcher i VM i Mexiko 1986. I kvartsfinalförlusten mot Argentina var Reid en av spelarna som Diego Maradona dribblade förbi när han gjorde sitt berömda 2–0-mål. Totalt spelade Reid tretton landskamper fram till och med 1988.
I februari 1989 gick Reid över till Queens Park Rangers, men han stannade bara i tio månader innan han påbörjade sin tränarkarriär. I december samma år värvades han av Manchester City där han kom att få rollen som spelande tränare efter att Howard Kendall avgått. Säsongen 1990/91 slutade Manchester City på femte plats i ligan, en placering före grannklubben Manchester United. Det blev ytterligare en femteplats följande säsong och första säsongen i Premier League, 1992/93, slutade laget nia.
I början av säsongen 1993/94 fick Reid dock sparken och det skulle dröja till mars 1995 innan han återupptog tränarkarriären, den här gången i Sunderland som kämpade för förnyat kontrakt i division ett. Reid lyckades hålla kvar laget i serien, och året efter tog man sig upp i Premier League, men sejouren i högsta serien blev bara ettårig och man åkter ner i division ett igen. 1999 tog sig Sunderland tillbaka till Premier League och efter att ha kommit på sjunde plats två säsonger i rad fanns förhoppningar om att klättra ytterligare och därmed avancera till europeiskt cupspel. Säsongen 2001/02 var laget dock nära att åka ur Premier League, och Reid fick sparken i oktober 2002.
I mars 2003 fick Reid jobbet som tränare i Leeds United, som befann sig i ekonomisk kris. Det började bra med bland annat en 6–1-seger över Charlton Athletic och en 3–2-seger över Arsenal, men sedan gick det sämre. Flera misslyckade värvningar och dåliga resultat, däribland 1–6 mot Portsmouth, gjorde att Reid fick sparken efter mindre än åtta månader.
Reid tog över som tränare i Coventry City, som han hoppades kunna föra upp i Premier League. I januari 2005 låg dock laget på tjugonde plats i The Championship, och Reid avgick efter att ha förlorat fem av de senaste åtta matcherna.